# 櫻上水站
櫻上水站（日语：／ Sakura-jōsui eki */?）是位於東京都世田谷區櫻上水，屬於京王電鐵京王線的鐵路車站。車站編號是KO08。

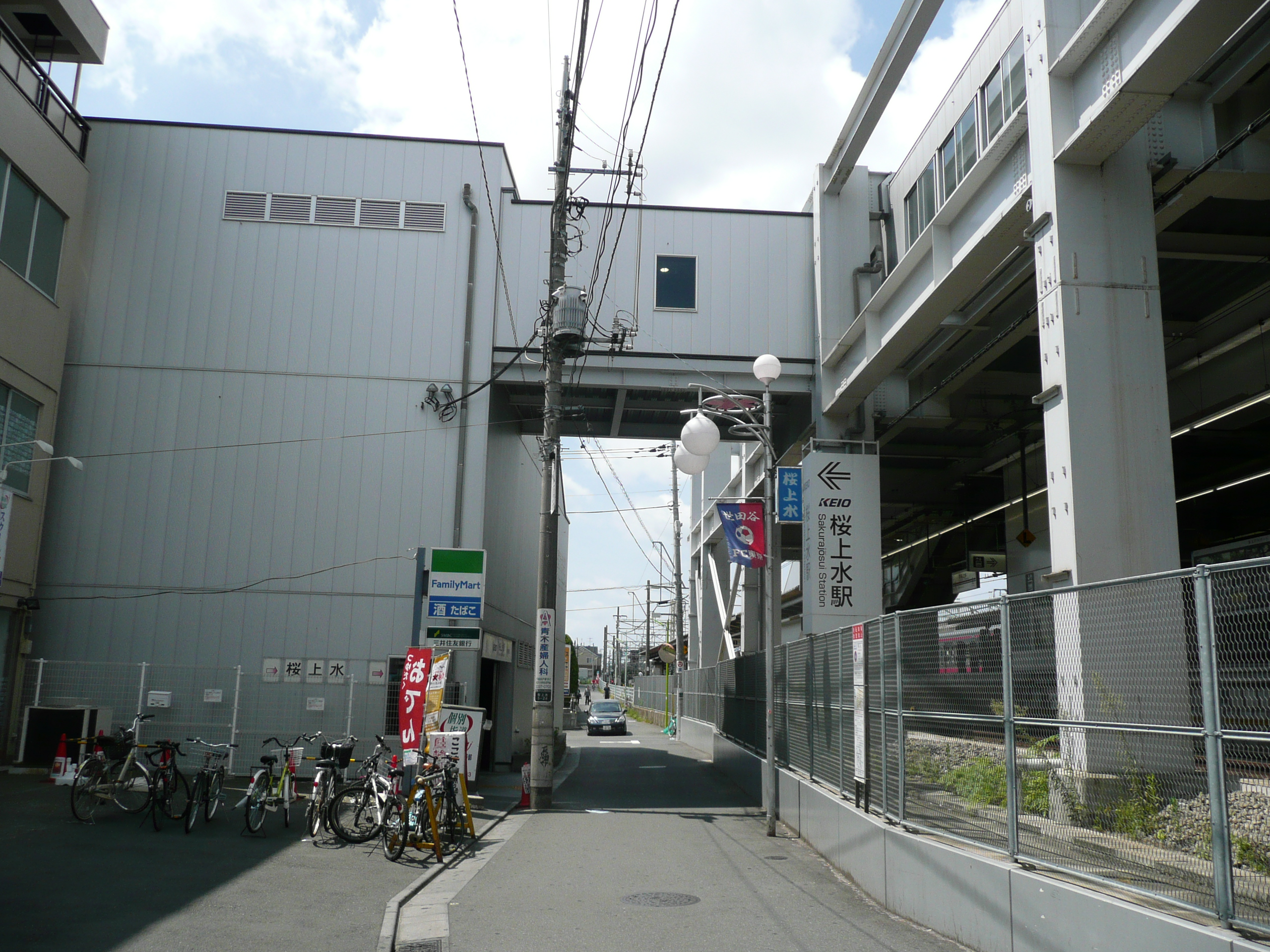
南口（2013年8月）

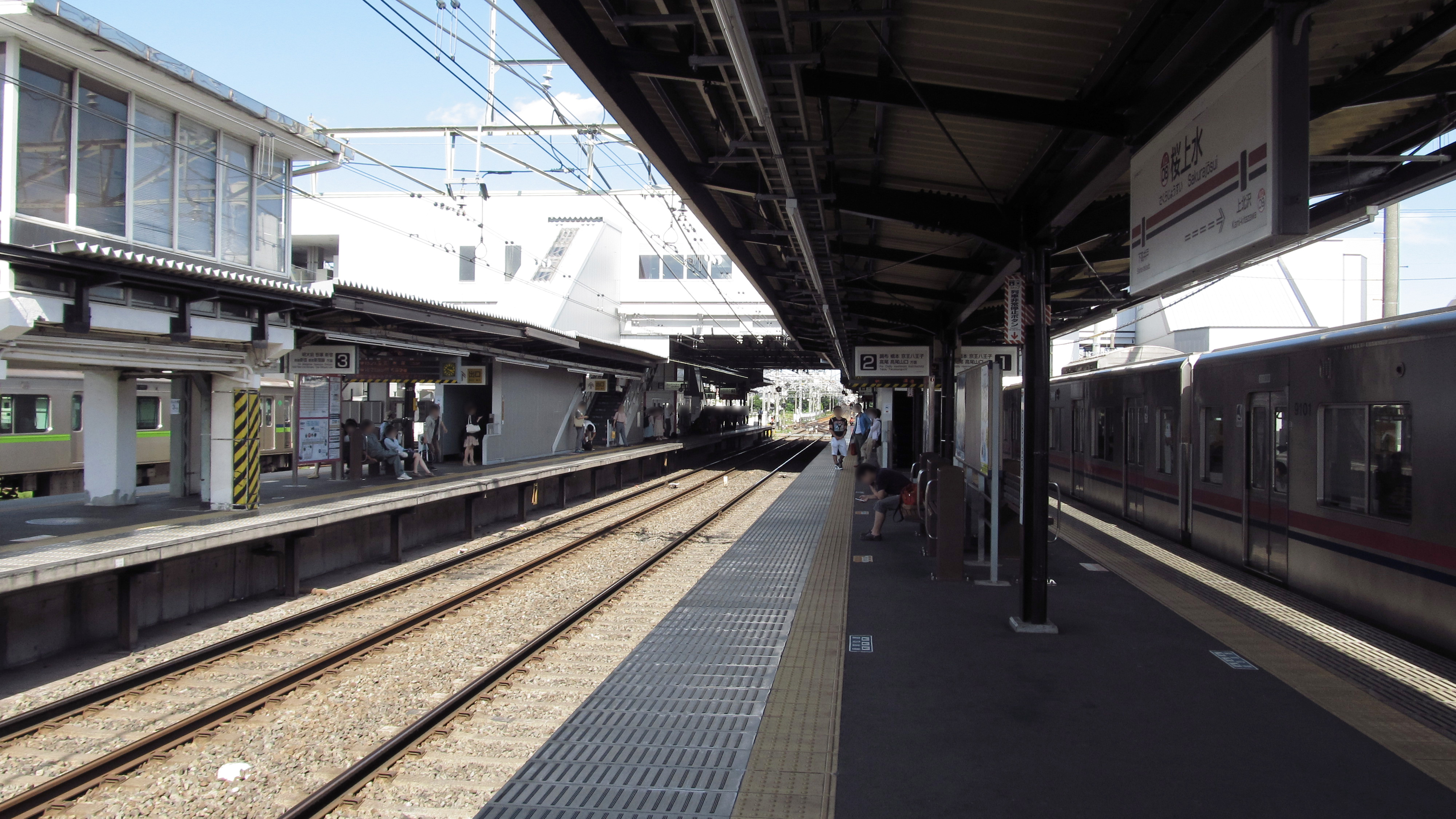
月台（2013年6月）

## 年表
- 1926年4月28日，作為京王電氣軌道的車站啟用，最初叫作北澤車庫前站。
- 1933年8月11日，改稱京王車庫前站。
- 1937年5月1日，改稱櫻上水站。
- 1944年5月31日，京王與東京急行電鐵合併後，櫻上水站作為京王線的車站運行。
- 1948年6月1日，東急與京王帝都電鐵分拆，櫻上水站成為京王的車站。
- 2008年6月22日，開始使用橋上車站。
- 2013年2月22日，以KO08作為櫻上水站的編號。

## 車站構造
本站是島式月台2面4線地上站。車站北側在過去是櫻上水工場、櫻上水檢車區，1983年全部移轉至若葉台工場、若葉台檢車區。工場、檢車區部分用地已改為住宅展示場，但仍保留部分電車留置線作為新宿側的車輛據點。車站大廳原為地下式，但於2008年9月橋式站房竣工後關閉。站內有電梯與電扶梯等設施。廁所則位於付費區內。

### 月台配置
| 月台編號 | 路線   | 方向 | 目的地                               |
| -------- | ------ | ---- | ------------------------------------ |
| 1、2     | 京王線 | 下行 | 調布、橋本、京王八王子、高尾山口方向 |
| 3、4     | 京王線 | 上行 | 明大前、笹塚、新宿、新宿線方向       |

## 使用情況
2016年度1日平均上下車人次為38,953人。
近年1日平均上下車、上車人次變化如下。
| 年度               | 1日平均 上下車人次 | 1日平均 上車人次 |
| ------------------ | ------------------ | ---------------- |
| 1955年（昭和30年） | 10,764             |                  |
| 1960年（昭和35年） | 24,432             |                  |
| 1965年（昭和40年） | 38,192             |                  |
| 1970年（昭和45年） | 36,026             |                  |
| 1975年（昭和50年） | 43,656             |                  |
| 1980年（昭和55年） | 39,931             |                  |
| 1985年（昭和60年） | 35,927             |                  |
| 1990年（平成02年） | 36,597             | 18,419           |
| 1991年（平成03年） |                    | 18,484           |
| 1992年（平成04年） |                    | 18,285           |
| 1993年（平成05年） |                    | 18,375           |
| 1994年（平成06年） |                    | 18,085           |
| 1995年（平成07年） | 35,859             | 18,046           |
| 1996年（平成08年） |                    | 18,334           |
| 1997年（平成09年） |                    | 17,899           |
| 1998年（平成10年） |                    | 17,805           |
| 1999年（平成11年） |                    | 17,639           |
| 2000年（平成12年） | 34,897             | 17,679           |
| 2001年（平成13年） | 35,302             | 18,004           |
| 2002年（平成14年） | 35,236             | 17,921           |
| 2003年（平成15年） | 35,499             | 18,105           |
| 2004年（平成16年） | 35,575             | 18,118           |
| 2005年（平成17年） | 35,744             | 18,177           |
| 2006年（平成18年） | 35,930             | 18,229           |
| 2007年（平成19年） | 36,946             | 18,648           |
| 2008年（平成20年） | 37,265             | 18,748           |
| 2009年（平成21年） | 37,509             | 18,864           |
| 2010年（平成22年） | 37,076             | 18,654           |
| 2011年（平成23年） | 36,181             | 18,186           |
| 2012年（平成24年） | 36,349             | 18,107           |
| 2013年（平成25年） | 37,003             |                  |
| 2014年（平成26年） | 36,875             |                  |
| 2015年（平成27年） | 38,196             |                  |
| 2016年（平成28年） | 38,953             |                  |

## 車站周邊
北口附近的商店街延伸至杉並區下高井戶。
- 杉並區役所（日语：杉並区役所）永福和泉區民事務所櫻上水北分室
- 杉並櫻上水郵便局
- 世田谷櫻上水五郵便局
- 世田谷區立松澤中學校
- 東京都立松原高等學校
- 日本大學櫻丘高等學校（日语：日本大学櫻丘高等学校）
- 日本大學文理學部
- 國道20號（甲州街道）
- 首都高速4號新宿線
- 櫻上水住宅展示場

車站新宿側的平交道稱為荒玉水道道路，下有自來水本管通過。

## 巴士路線
櫻上水站入口
- 杉並區南北巴士交通「杉丸（日语：すぎ丸）」
  - <櫻路線> 往下高井戶站入口／經上北澤站入口、柏之宮公園（日语：柏の宮公園）入口往濱田山站南

## 站名由來
車站開設時，因是京王線車庫所在地，原名「北澤車庫前」，後改為「京王車庫前」。之後以車站北側的玉川上水堤岸種滿櫻花樹而將車站命名為「櫻上水」。

## 圖片

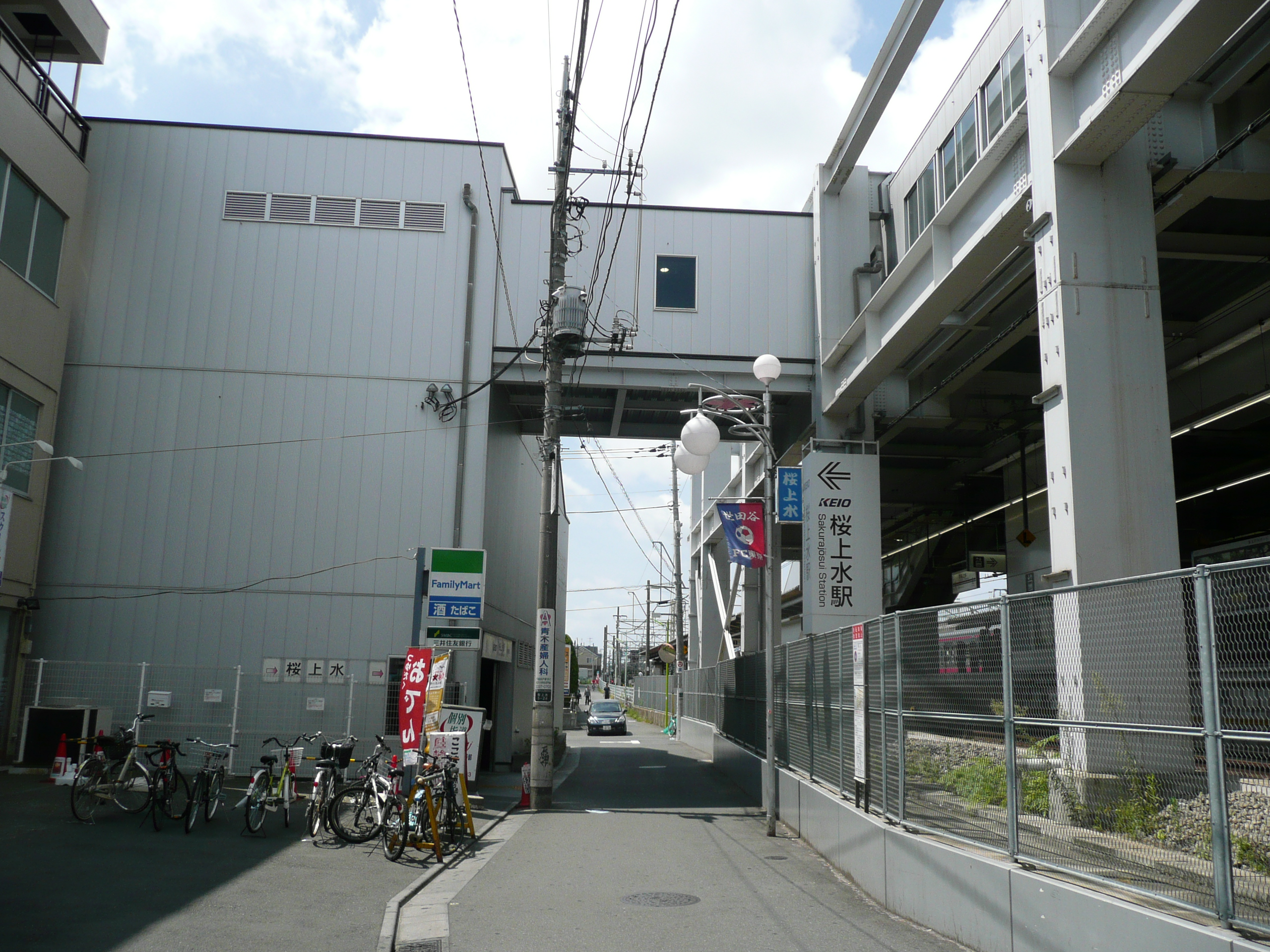
南口（2013年8月）
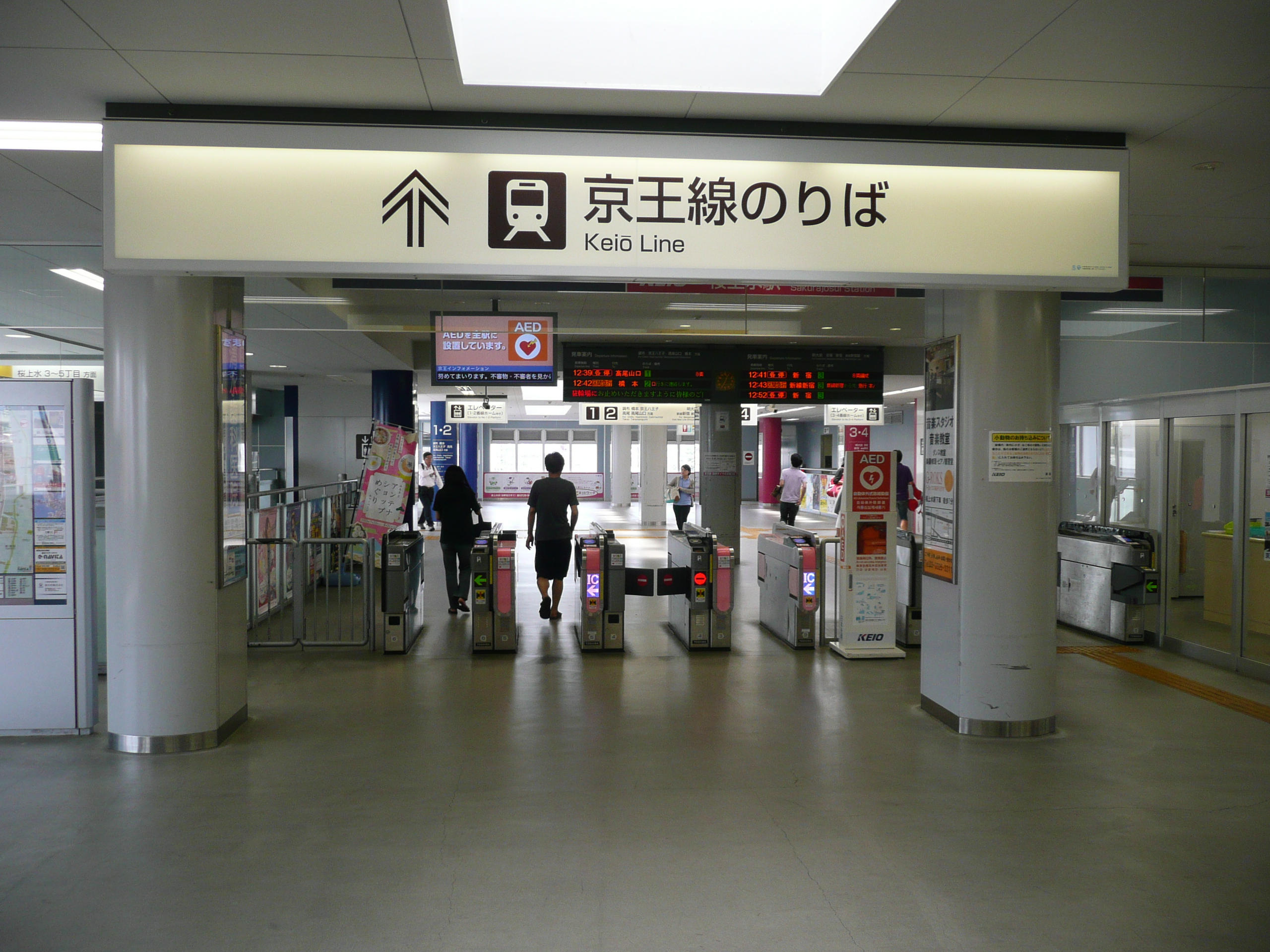
剪票口（2013年8月）
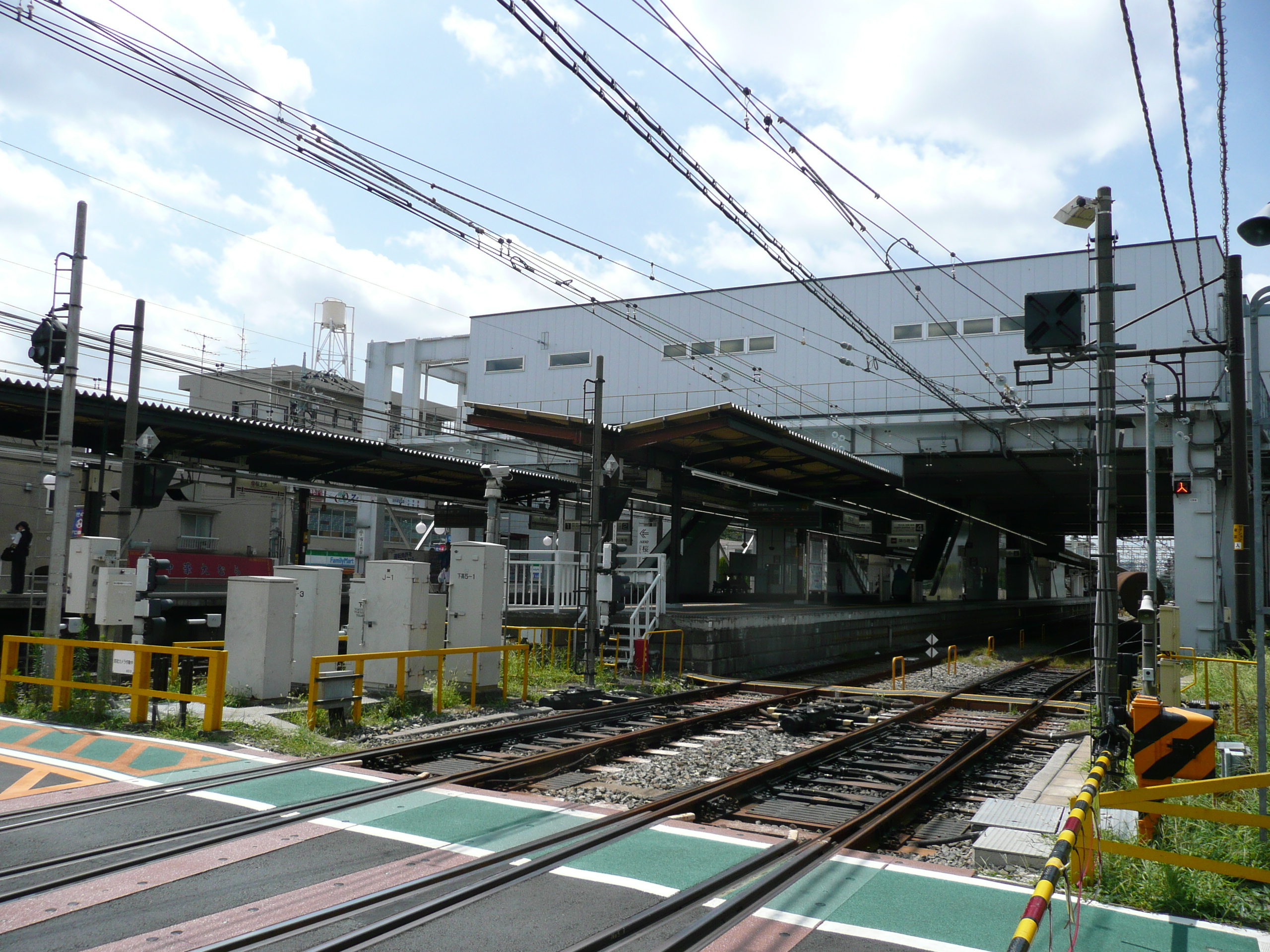
相鄰的平交道（2013年8月）
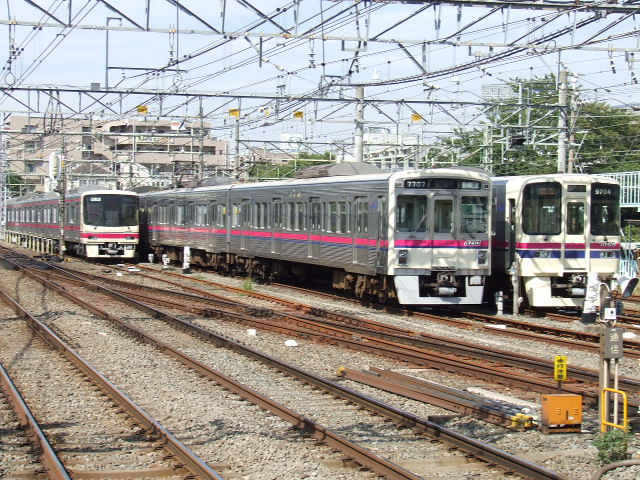
櫻上水派出所
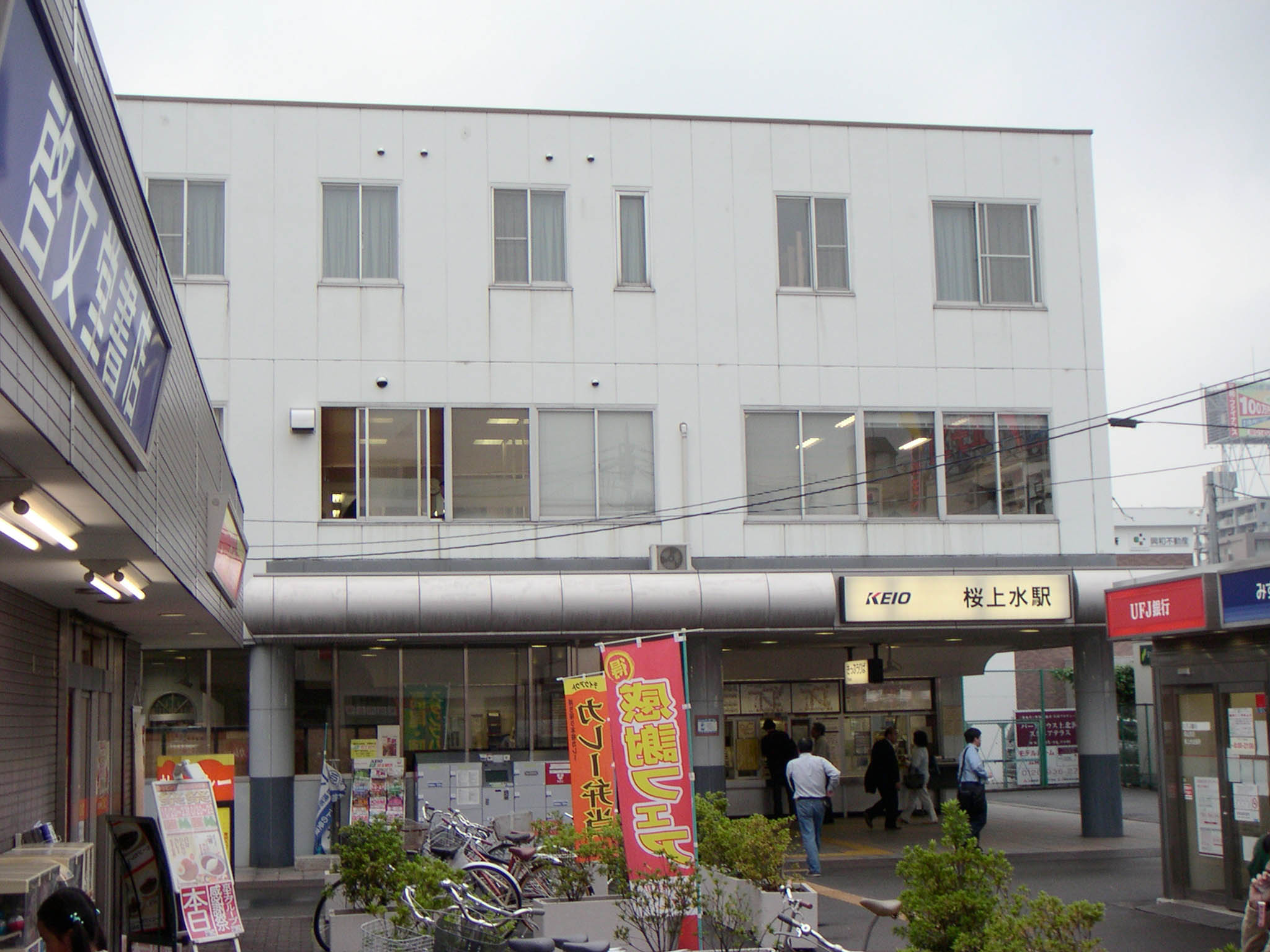
建造橋上站舍前的站舍

## 相鄰車站
京王電鐵
 京王線
■特急、■準特急、■急行
通過
■區間急行
明大前（KO06）－櫻上水（KO08）－千歲烏山（KO12）
■快速
下高井戶（KO07）－櫻上水（KO08）－八幡山（KO10）
■各站停車
下高井戶（KO07）－櫻上水（KO08）－上北澤（KO09）

## 外部連結
- 櫻上水 - 京王電鐵

35°40′3.4″N 139°37′54.6″E / 35.667611°N 139.631833°E